# Włoskie Siły Zbrojne

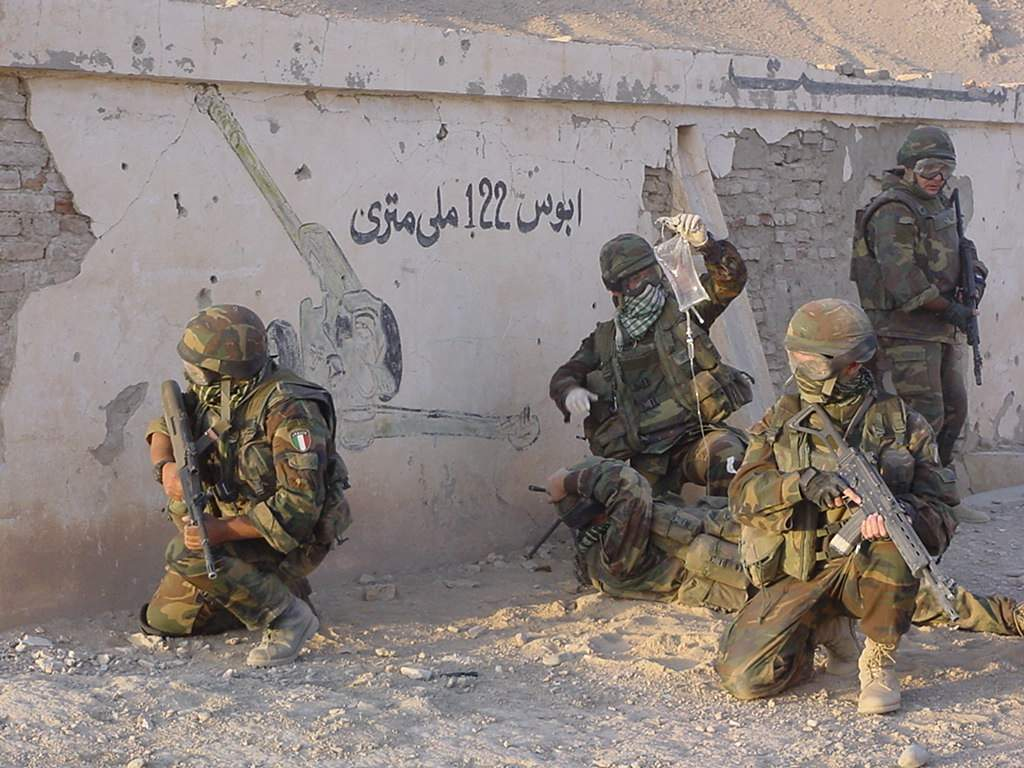
Włoscy żołnierze podczas patrolu w Afganistanie

Włoskie Siły Zbrojne (wł. Forze armate italiane) – wojsko Republiki Włoskiej. Ich podstawowym zadaniem jest obrona Włoch przed zewnętrzną agresją. Według rankingu Global Firepower (2023) włoskie siły zbrojne stanowią dziesiątą siłę militarną na świecie, z rocznym budżetem na cele obronne w wysokości ok. 37 mld dolarów (USD). Włochy należą do NATO. Zwierzchnikiem Włoskich Sił Zbrojnych jest Prezydent Włoch. Wojsko we Włoszech jest zawodowe. Kraj ten jest na dwunastym miejscu na świecie, jeśli chodzi o wydatki na armię.

## Działalność na podstawie konstytucji Włoch
Włoskie Siły Zbrojne działają na podstawie artykułów 11. i 52. konstytucji Włoch.

## Podział
Włoska armia dzieli się na cztery rodzaje sił zbrojnych:

### Wojska Lądowe
W Esercito Italiano służyło w 2004 roku ok. 115 tysięcy zawodowych żołnierzy. W swym wyposażeniu ma kilka tysięcy wozów bojowych i 484 statków powietrznych (śmigłowców i samolotów).

### Marynarka Wojenna
Marina Militare utworzona w 1946 roku z przekształcenia Regia Marina. Służy w niej około 35 tysięcy ludzi, a w swej flocie ma każdy rodzaj okrętów, w tym lotniskowce. W jej skład wchodzi także włoska piechota morska San Marco Regiment i Straż Przybrzeżna.

### Lotnictwo
Aeronautica Militare ma 585 samolotów i 114 helikopterów.

### Karabinierzy i Policja Finansowa
Korpus Karabinierów (wł. Arma dei Carabinieri) odpowiada żandarmerii wojskowej. Służy w nim 110 tysięcy ludzi. Wykonuje zadania związane z ochroną porządku i prawa, także w miastach. Karabinierzy ochraniają włoskiego Ministra Obrony, wysokich dowódców wojskowych, jednostki wojskowe, urzędy i ambasady. Jej jednostki są także wykorzystywane w walce z mafią i terroryzmem. Jako żandarmeria wojskowa karabinierzy walczyli we wszystkich konfliktach zbrojnych, w których wzięły udział Włochy.
Policja Finansowa to żandarmeria wojskowa podporządkowana Ministrowi Finansów. Jej zadaniem jest zapobieganie i walka z przestępczością zorganizowaną i mafią, handlem narkotykami, praniem brudnych pieniędzy, nielegalnym przekraczaniem granicy, utrzymywaniem porządku publicznego, pobieraniem cła i obroną włoskich granic. Służy w niej 68 tysięcy funkcjonariuszy, posiada także ponad 600 łodzi i statków oraz 100 samolotów patrolujących wody terytorialne Włoch.

Herb Wojsk Lądowych (Esercito Italiano)
Herb Marynarki Wojennej (Marina Militare)
Herb Sił Powietrznych (Aeronautica Militare)
Herb Karabinierów (Arma dei Carabinieri)

## Historia
Początki obecnej włoskiej armii sięgają czasu zjednoczenia Włoch w XIX w. Włochy wzięły udział w obu wojnach światowych. Po II wojnie światowej włoska armia brała udział w misjach ONZ. Po 11 września 2001 Włochy aktywnie włączyły się w wojnę z terroryzmem. Obecnie Włochy biorą udział w operacjach w Afganistanie, Kosowie, Bośni i Hercegowinie, Libanie, a do niedawna także w Iraku.